# 최만생
최만생(崔萬生, ? ~ 1374년)은 고려의 환관이다.

## 생애
일찍이 내시로 궁에 입궐을 한 그는 1374년 공민왕(恭愍王)의 왕비인 익비 한씨(益妃 韓氏)와 자제위(子弟衛)의 수장 홍윤(洪倫)이 사통하여 익비가 임신을 한 사실을 공민왕에게 비밀로 일관하며 수수방관하다가 비밀이 탄로날까 우려했던 홍윤과 모의하여 궁여지책 끝에 공민왕을 시해하였으나 국상 중의 사태를 수습하고자 나선 이인임(李仁任)에 의하여 체포되어 홍윤과 함께 사형 집행되었다.

## 최만생이 등장하는 작품

### TV 드라마
- 《개국》(KBS, 1983년~1983년 배우:김동수
- 신돈 (MBC, 2005년 ~ 2006년), 배우: 이두섭
- 정도전 (KBS, 2014년 ~ 2014년), 배우: 이정성